# Sultan Muhammad Salahudin Airport
Sultan Muhammad Salahudin Airport (engelska: Bima Airport, indonesiska: Bandara Muhammad Salahudin, engelska: Palibelo Airport) är en flygplats i Indonesien.   Den ligger i provinsen Nusa Tenggara Barat, i den centrala delen av landet, 1 300 km öster om huvudstaden Jakarta. Sultan Muhammad Salahudin Airport ligger 2 meter över havet.
Terrängen runt Sultan Muhammad Salahudin Airport är kuperad åt sydost, men åt nordväst är den platt. En vik av havet är nära Sultan Muhammad Salahudin Airport norrut.Runt Sultan Muhammad Salahudin Airport är det ganska tätbefolkat, med 134 invånare per kvadratkilometer. Närmaste större samhälle är Bima, 9,9 km norr om Sultan Muhammad Salahudin Airport. Omgivningarna runt Sultan Muhammad Salahudin Airport är en mosaik av jordbruksmark och naturlig växtlighet.